# Classe de Thom
Ne pas confondre avec la notion de classes de Thom-Boardman.
En mathématiques, la classe de Thom d'un fibré vectoriel réel de dimension finie sur un espace paracompact est une classe de cohomologie relative permettant de définir l'isomorphisme de Thom entre la cohomologie de la base et la cohomologie réduite de l'espace de Thom associé.